# Carrillos
Carrillos, appelée également Carrillos de Poás, est une localité du Costa Rica.

## Géographie
Le village est situé à environ six kilomètres au nord-ouest d'Alajuela, la seconde ville du pays. Il est composé de deux parties : Carrillos Alto (le haut) et Carrillos Bajo (le bas).

## Démographie
Le village comptait 9 228 habitants au dernier recensement de 2011.